# Département de Juan Bautista Alberdi
Le département de Juan Bautista Alberdi est une des 17 subdivisions de la province de Tucumán, en Argentine. Son chef-lieu est la ville de Juan Bautista Alberdi.
Le département a une superficie de 730 km2. Sa population s'élevait à 28 206 habitants, suivant le recensement de 2001 (source : INDEC). Elle comptait 29 729 habitants en 2005 (INDEC).

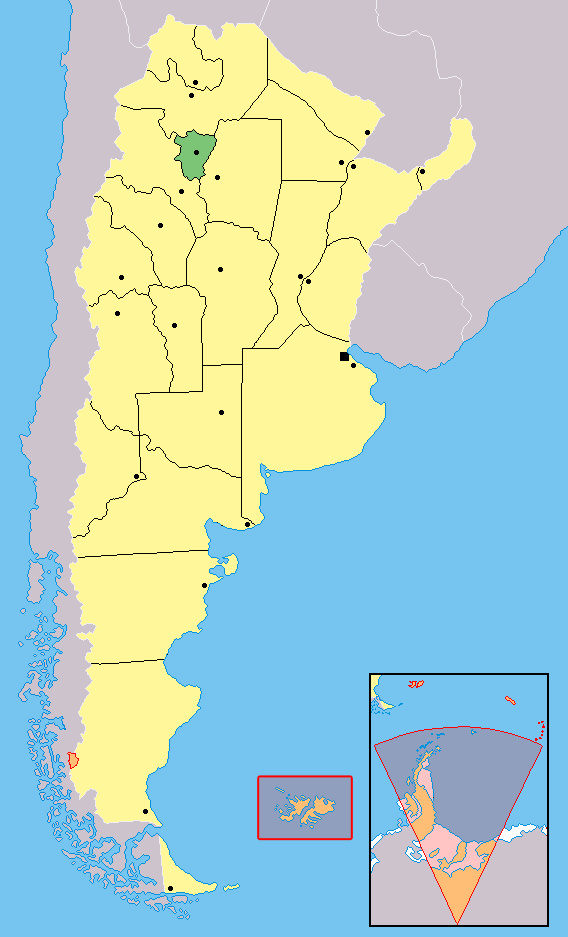
Localisation de la province de Tucumán en Argentine